# Пожежа на складі боєприпасів у Балаклії
Поже́жа на скла́ді боєприпа́сів у Балаклі́ї — катастрофа, під час якої займання на складах викликало подальшу детонацію боєприпасів на військовому складі у місті Балаклія Харківської області.
Пожежа почалася близько 3-ї години ночі 23 березня 2017 року.

## Перебіг подій
Інформація про займання на території 65-го ракетно-артилерійського арсеналу боєприпасів надійшла до Державної служби з надзвичайних ситуацій о 02:56 23 березня. Пожежа охопила кілька майданчиків зберігання танкових та артилерійських снарядів калібру 125 і 152 мм, вогонь поширився приблизно на третину території бази, площа якої становить 368 га. Навколо зони пожежі було організовано 7-кілометровий кордон, територію в радіусі 50 км оголошено надзвичайною зоною.
До ліквідації наслідків пожежі залучено більше 500 осіб та 150 одиниць техніки, у тому числі 330 пожежників та 55 пожежних автомобілів. У міноборони України повідомили, що станом на 13 годину пожежа поширилася далі, охопивши нові площі на території бази; пізніше Прем'єр-міністр України Гройсман повідомив, що у вогні лишається приблизно половина бази.
Через пожежу почалася евакуація населення міста та прилеглих до військових складів сіл. Так, з Балаклії було евакуйовано понад 16 тисяч осіб, з села Вербівка до села Пришиб — 2700 осіб, з села Яковенкове до села Волохів Яр — 806 осіб. На сайті НАТО з'явилося повідомлення, що від України отримано запит про допомогу.
Унаслідок пожежі було зупинено залізничний рух через станцію Балаклія, навколо міста перекрито автотраси, у радіусі 40 км навколо епіцентру пожежі закрито небо для літаків, Харківгаз перекрив газопостачання міста.
За словами Юрія Бірюкова, половина майна, що там зберігалася, — компоненти знятих з озброєння боєприпасів, призначених для утилізації. Окрім того, попри стратегічну недоречність розташування таких споруд поблизу кордону з ворогом, створити аналогічну базу в іншій точці України наразі нереально.

## Наслідки
Унаслідок катастрофи загинула 1 жінка, ще 4 особи поранені. Були пошкоджені 265 будівель, у тому числі 231 житловий будинок (114 приватних і 117 багатоквартирних), 22 об'єкти інфраструктури та промисловості, 12 об'єктів соціальної сфери, у тому числі 2 школи й 2 дитячі садки. 29 березня 2017 року Кабінет Міністрів України виділив 100 млн грн на відновлення інфраструктури Балаклії та району.
Значно гіршими стали наслідки для обороноздатності країни, пов'язані з дефіцитом боєприпасів.
На початку лютого 2019 року житель Балаклії, матір якого загинула через отримання осколкового поранення у голову, виграв суд щодо відшкодування йому 65-м арсеналом та Міністерством оборони України 300 тисяч грн матеріальної шкоди.

## Версії катастрофи
Згідно із заявою Міністерства оборони України, катастрофа є результатом диверсії.
За заявою народного депутата Надії Савченко, яку вона зробила без будь-яких доказів 29 травня 2019 року в ефірі 112 каналу, пожежа на складах була нібито спричинена цілеспрямованим їх підривом за особистого наказу Президента України Петра Порошенка. За версією Савченко, підрив було спрямовано для приховання розкрадення майна, що мав виявити звіт, який не можна було підробити. Внаслідок такого звіту Україна могла втратити зовнішнє фінансування.
25 квітня 2020 року Тимчасова слідча комісія надала звіт про те, що причиною перших вибухів на технічній території 65-го арсеналу ГРАУ ЗСУ в місті Балаклія послугував підрив місця відкритого зберігання боєприпасів шляхом вибуху заглиблених в ґрунт вибухових речовин.